# All Together Now - La musica è cambiata (prima edizione)
La prima edizione del talent show musicale All Together Now è andata in onda ogni giovedì in prima serata su Canale 5 dal 16 maggio al 20 giugno 2019 per sei puntate con la conduzione di Michelle Hunziker, affiancata da J-Ax nel ruolo di presidente di giuria.
| Vincitori          | Vincitori               |
| All Together Now 1 | Gregorio Rega (50000 €) |
| ------------------ | ----------------------- |
| Premio R101        | Gregorio Rega           |

## Concorrenti
| Concorrente         | Luogo di nascita | Stato                |
| ------------------- | ---------------- | -------------------- |
| Gregorio Rega       | Italia           | Vincitore            |
| Veronica Liberati   | Italia           | Seconda classificata |
| Luca Di Stefano     | Italia           | Terzo classificato   |
| Rosy Messina        | Italia           | Eliminata            |
| Carlo Paradisone    | Italia           | Eliminato            |
| Martina Maggi       | Italia           | Eliminata            |
| Alessandra Procacci | Italia           | Eliminata            |
| Federica Bensi      | Italia           | Eliminata            |
| Manuel Colecchia    | Italia           | Eliminato            |
| Samantha Discolpa   | Italia           | Eliminata            |
| Dennis Fantina      | Italia           | Eliminato            |
| Daria Biancardi     | Italia           | Eliminata            |
| Letizia Chimienti   | Italia           | Eliminata            |
| Augusta Procesi     | Italia           | Eliminata            |
| Anna Faragò         | Italia           | Eliminata            |
| Antonio Toni        | Italia           | Eliminato            |
| Erica Loi           | Italia           | Eliminata            |
| Antonio Gerardi     | Italia           | Eliminata            |
| Desirié Bert        | Italia           | Eliminata            |
| Samuele Di Nicolò   | Italia           | Eliminato            |
| Tania Frison        | Italia           | Eliminata            |
| Matteo Bigazzi      | Italia           | Eliminato            |
| Mauro Pandolfo      | Italia           | Eliminato            |
| Francesca Giaccari  | Italia           | Eliminata            |
| Thomas Grazioso     | Italia           | Eliminato            |
| Sabrina Savarese    | Italia           | Eliminata            |
| Francesco Misitano  | Italia           | Eliminato            |
| Francesca Pace      | Italia           | Eliminata            |
| Marco Vicini        | Italia           | Eliminato            |
| Consiglia Morone    | Italia           | Eliminata            |
| Mauro Antonelli     | Italia           | Eliminato            |
| Mario Campanile     | Italia           | Eliminato            |
| Zendryll Asuncion   | Italia           | Eliminata            |
| Michele Metta       | Italia           | Eliminato            |
| Giulia Casagrande   | Italia           | Eliminata            |
| Daniela             | Italia           | Eliminata            |
| Beppe di Figlia     | Italia           | Eliminato            |
| Ubaldo Zambelli     | Italia           | Eliminato            |
| Mirella Piazza      | Italia           | Eliminata            |
| Bruno Gatto         | Italia           | Eliminato            |
| Ladies Big          | Italia           | Eliminate            |
| Amedeo Raciti       | Italia           | Eliminato            |
| Frenetiche          | Italia           | Eliminate            |
| Vanessa Catarinelli | Italia           | Eliminata            |
| Francesco Sacchini  | Italia           | Eliminato            |
| Graziana Tafuni     | Italia           | Eliminata            |
| Davide Pezzella     | Italia           | Eliminato            |
| Marco Galeotti      | Italia           | Eliminato            |
| Tanya Davolio       | Italia           | Eliminata            |

## Dettaglio delle puntate

### Prima puntata
- Data: 16 maggio 2019

Prima manche
| Ordine | Concorrente       | Canzone (cantante originale)                 | Punteggio | Esito         |
| ------ | ----------------- | -------------------------------------------- | --------- | ------------- |
| 1      | Graziana Tafuni   | Think (Aretha Franklin)                      | 50        | Eliminata     |
| 2      | Amedeo Raciti     | Nessun dolore (Lucio Battisti)               | 70        | Salvo         |
| 3      | Rosy Messina      | Dimmi come... (Alexia)                       | 99        | Semifinalista |
| 4      | Davide Pezzella   | L'ombelico del mondo (Jovanotti)             | 28        | Eliminato     |
| 5      | Veronica Liberati | Don't Let the Sun Go Down on Me (Elton John) | 93        | Salva         |
| 6      | Marco Galeotti    | Io fra tanti (Giorgia)                       | 41        | Eliminato     |
| 7      | Tanya Davolio     | Amoureux solitaires (Lio)                    | 18        | Eliminata     |

| Il duello | Il duello         | Il duello                            | Il duello | Il duello     |
| Ordine    | Concorrente       | Canzone (cantante originale)         | Punteggio | Esito         |
| --------- | ----------------- | ------------------------------------ | --------- | ------------- |
| 1         | Amedeo Raciti     | Una donna per amico (Lucio Battisti) | 30        | In sfida      |
| 2         | Veronica Liberati | Io fra tanti (Giorgia)               | 95        | Semifinalista |

Seconda manche
| Ordine | Concorrente         | Canzone (cantante originale)                                 | Punteggio | Esito         |
| ------ | ------------------- | ------------------------------------------------------------ | --------- | ------------- |
| 1      | Vanessa Catarinelli | I Wanna Dance with Somebody (Who Loves Me) (Whitney Houston) | 31        | Eliminata     |
| 2      | Antonio Gerardi     | I Got You (I Feel Good) (James Brown)                        | 80        | Salvo         |
| 3      | Augusta Procesi     | La vita (Elio Gandolfi)                                      | 99        | Semifinalista |
| 4      | Frenetiche          | It's Raining Men (The Weather Girls)                         | 60        | Eliminate     |
| 5      | Daria Biancardi     | Gloria (Umberto Tozzi)                                       | 94        | Salva         |
| 6      | Francesco Sacchini  | Another One Bites the Dust (Queen)                           | 18        | Eliminato     |

| Il duello | Il duello       | Il duello                                    | Il duello | Il duello     |
| Ordine    | Concorrente     | Canzone (cantante originale)                 | Punteggio | Esito         |
| --------- | --------------- | -------------------------------------------- | --------- | ------------- |
| 1         | Antonio Gerardi | It's a Man's Man's Man's World (James Brown) | 70        | In sfida      |
| 2         | Daria Biancardi | Last Dance (Donna Summer)                    | 98        | Semifinalista |

Ultima sfida
| La sfida | La sfida        | La sfida                              | La sfida  | La sfida      |
| Ordine   | Concorrente     | Canzone (cantante originale)          | Punteggio | Esito         |
| -------- | --------------- | ------------------------------------- | --------- | ------------- |
| 1        | Amedeo Raciti   | Nessun dolore (Lucio Battisti)        | 45        | Eliminato     |
| 2        | Antonio Gerardi | I Got You (I Feel Good) (James Brown) | 62        | Semifinalista |

### Seconda puntata
- Data: 23 maggio 2019

Prima manche
| Ordine | Concorrente       | Canzone (cantante originale)                                                          | Punteggio | Esito         |
| ------ | ----------------- | ------------------------------------------------------------------------------------- | --------- | ------------- |
| 1      | Bruno Gatto       | Via (Claudio Baglioni)                                                                | 61        | Eliminato     |
| 2      | Ladies Big        | Survivor (Destiny's Child)                                                            | 51        | Eliminate     |
| 3      | Mirella Piazza    | Domenica lunatica (Vasco Rossi)                                                       | 74        | Eliminata     |
| 4      | Michele Metta     | You Make Me Feel (Mighty Real) (Sylvester)                                            | 90        | Salvo         |
| 5      | Gregorio Rega     | Dedicato a te (Matia Bazar)                                                           | 91        | Semifinalista |
| 6      | Samantha Discolpa | One Night Only (Deborah Burrell, Loretta Devine, Jennifer Holliday, Sheryl Lee Ralph) | 89        | Salva         |

| Il duello | Il duello         | Il duello                    | Il duello | Il duello     |
| Ordine    | Concorrente       | Canzone (cantante originale) | Punteggio | Esito         |
| --------- | ----------------- | ---------------------------- | --------- | ------------- |
| 1         | Samantha Discolpa | Mamma Knows Best (Jessie J)  | 72        | Semifinalista |
| 2         | Michele Metta     | Forget You (Cee Lo Green)    | 59        | In sfida      |

Seconda manche
| Ordine | Concorrente       | Canzone (cantante originale)                  | Punteggio | Esito         |
| ------ | ----------------- | --------------------------------------------- | --------- | ------------- |
| 1      | Ubaldo Zambelli   | Relax (Frankie Goes to Hollywood)             | 17        | Eliminato     |
| 2      | Giulia Casagrande | Città vuota (Mina)                            | 78        | Eliminata     |
| 3      | Beppe di Figlia   | Celebration (Kool & the Gang)                 | 41        | Eliminato     |
| 4      | Luca Di Stefano   | Just the Way You Are (Billy Joel)             | 95        | Semifinalista |
| 5      | Federica Bensi    | Don't You Worry 'Bout a Thing (Stevie Wonder) | 84        | Salva         |
| 6      | Daniela           | E la luna bussò (Loredana Bertè)              | 50        | Eliminata     |
| 7      | Matteo Bigazzi    | Great Balls of Fire (Jerry Lee Lewis)         | 88        | Salvo         |

| Il duello | Il duello      | Il duello                                 | Il duello | Il duello     |
| Ordine    | Concorrente    | Canzone (cantante originale)              | Punteggio | Esito         |
| --------- | -------------- | ----------------------------------------- | --------- | ------------- |
| 1         | Federica Bensi | Something's Got a Hold on Me (Etta James) | 62        | In sfida      |
| 2         | Matteo Bigazzi | Blue Suede Shoes (Carl Perkins)           | 69        | Semifinalista |

Ultima sfida
| La sfida | La sfida       | La sfida                                      | La sfida  | La sfida      |
| Ordine   | Concorrente    | Canzone (cantante originale)                  | Punteggio | Esito         |
| -------- | -------------- | --------------------------------------------- | --------- | ------------- |
| 1        | Michele Metta  | You Make Me Feel (Mighty Real) (Sylvester)    | 67        | Eliminato     |
| 2        | Federica Bensi | Don't You Worry 'Bout a Thing (Stevie Wonder) | 76        | Semifinalista |

### Terza puntata
- Data: 30 maggio 2019

Prima manche
| Ordine | Concorrente       | Canzone (cantante originale)               | Punteggio | Esito         |
| ------ | ----------------- | ------------------------------------------ | --------- | ------------- |
| 1      | Mario Campanile   | Se telefonando (Mina)                      | 49        | Eliminato     |
| 2      | Letizia Chimienti | Strong Enough (Cher)                       | 71        | Salva         |
| 3      | Mauro Antonelli   | Baila (Zucchero Fornaciari)                | 68        | Eliminato     |
| 4      | Tania Frison      | America (Gianna Nannini)                   | 84        | Salva         |
| 5      | Manuel Colecchia  | True Colors (Cyndi Lauper)                 | 99        | Semifinalista |
| 6      | Zendryll Asuncion | Can't Take My Eyes Off You (Frankie Valli) | 40        | Eliminata     |

| Il duello | Il duello         | Il duello                                                | Il duello | Il duello     |
| Ordine    | Concorrente       | Canzone (cantante originale)                             | Punteggio | Esito         |
| --------- | ----------------- | -------------------------------------------------------- | --------- | ------------- |
| 1         | Letizia Chimienti | Flashdance... What a Feeling (Irene Cara)                | 63        | In sfida      |
| 2         | Tania Frison      | Don't Leave Me This Way (Harold Melvin & the Blue Notes) | 89        | Semifinalista |

Seconda manche
| Ordine | Concorrente      | Canzone (cantante originale)                                         | Punteggio | Esito         |
| ------ | ---------------- | -------------------------------------------------------------------- | --------- | ------------- |
| 1      | Dennis Fantina   | All Night Long (All Night) (Lionel Richie)                           | 91        | Salvo         |
| 2      | Desirié Bert     | Proud Mary (Creedence Clearwater Revival)                            | 99        | Semifinalista |
| 3      | Consiglia Morone | Amore e capoeira (Takagi & Ketra feat. Giusy Ferreri, Sean Kingston) | 37        | Eliminata     |
| 4      | Francesca Pace   | L'incantevole Creamy (Cristina D'Avena)                              | 76        | Salva         |
| 5      | Marco Vicini     | The Lady Is a Tramp (Mitzi Green)                                    | 58        | Eliminato     |

| Il duello | Il duello      | Il duello                               | Il duello | Il duello     |
| Ordine    | Concorrente    | Canzone (cantante originale)            | Punteggio | Esito         |
| --------- | -------------- | --------------------------------------- | --------- | ------------- |
| 1         | Francesca Pace | Kiss me Licia (Cristina D'Avena)        | 44        | In sfida      |
| 2         | Dennis Fantina | Eppur mi son scordato di te (Formula 3) | 84        | Semifinalista |

Ultima sfida
| La sfida | La sfida          | La sfida                                | La sfida  | La sfida      |
| Ordine   | Concorrente       | Canzone (cantante originale)            | Punteggio | Esito         |
| -------- | ----------------- | --------------------------------------- | --------- | ------------- |
| 1        | Letizia Chimienti | Strong Enough (Cher)                    | 75        | Semifinalista |
| 2        | Francesca Pace    | L'incantevole Creamy (Cristina D'Avena) | 67        | Eliminata     |

### Quarta puntata
- Data: 6 giugno 2019

Prima manche
| Ordine | Concorrente        | Canzone (cantante originale)                       | Punteggio | Esito         |
| ------ | ------------------ | -------------------------------------------------- | --------- | ------------- |
| 1      | Erica Loi          | Simply the Best (Bonnie Tyler)                     | 75        | Salva         |
| 2      | Antonio Toni       | Vieni da me (Le Vibrazioni)                        | 70        | Salvo         |
| 3      | Carlo Paradisone   | Stand by Me (Ben E. King)                          | 95        | Semifinalista |
| 4      | Martina Maggi      | If I Ain't Got You (Alicia Keys)                   | 100       | Finalista     |
| 5      | Francesco Misitano | La notte (Modà)                                    | 17        | Eliminato     |
| 6      | Sabrina Savarese   | Diamonds Are a Girl's Best Friend (Carol Channing) | 50        | Eliminata     |

| Il duello | Il duello    | Il duello                         | Il duello | Il duello     |
| Ordine    | Concorrente  | Canzone (cantante originale)      | Punteggio | Esito         |
| --------- | ------------ | --------------------------------- | --------- | ------------- |
| 1         | Antonio Toni | All of Me (John Legend)           | 98        | Semifinalista |
| 2         | Erica Loi    | Nutbush City Limits (Tina Turner) | 79        | In sfida      |

Seconda manche
| Ordine | Concorrente         | Canzone (cantante originale)                            | Punteggio | Esito         |
| ------ | ------------------- | ------------------------------------------------------- | --------- | ------------- |
| 1      | Mauro Pandolfo      | Oggi sono io (Alex Britti)                              | 82        | Salvo         |
| 2      | Alessandra Procacci | I Put a Spell on You (Screamin' Jay Hawkins)            | 100       | Finalista     |
| 3      | Francesca Giaccari  | Il paradiso (La Ragazza 77)                             | 57        | Eliminata     |
| 4      | Thomas Grazioso     | We Are the Champions (Queen)                            | 40        | Eliminato     |
| 5      | Anna Faragò         | Never Can Say Goodbye (The Jackson 5)                   | 78        | Salva         |
| 6      | Samuele Di Nicolò   | Against All Odds (Take a Look at Me Now) (Phil Collins) | 86        | Semifinalista |

| Il duello | Il duello      | Il duello                     | Il duello | Il duello     |
| Ordine    | Concorrente    | Canzone (cantante originale)  | Punteggio | Esito         |
| --------- | -------------- | ----------------------------- | --------- | ------------- |
| 1         | Anna Faragò    | We Are Family (Sister Sledge) | 80        | Semifinalista |
| 2         | Mauro Pandolfo | This Love (Maroon 5)          | 35        | In sfida      |

Ultima sfida
| La sfida | La sfida       | La sfida                       | La sfida  | La sfida      |
| Ordine   | Concorrente    | Canzone (cantante originale)   | Punteggio | Esito         |
| -------- | -------------- | ------------------------------ | --------- | ------------- |
| 1        | Erica Loi      | Simply the Best (Bonnie Tyler) | 97        | Semifinalista |
| 2        | Mauro Pandolfo | Oggi sono io (Alex Britti)     | 59        | Eliminato     |

### Quinta puntata -Semifinale
- Data: 13 giugno 2019

|               | Ordine | Concorrente       | Canzone (cantante originale)                                       | Punteggio | Esito     |
| ------------- | ------ | ----------------- | ------------------------------------------------------------------ | --------- | --------- |
| Prima sfida   | 1      | Matteo Bigazzi    | Crazy Little Thing Called Love (Queen)                             | 56        | Eliminato |
| Prima sfida   | 2      | Veronica Liberati | Caruso (Lucio Dalla)                                               | 99        | Finalista |
|               |        |                   |                                                                    |           |           |
| Seconda sfida | 3      | Tania Frison      | Sei nell'anima (Gianna Nannini)                                    | 16        | Eliminata |
| Seconda sfida | 4      | Rosy Messina      | No More Tears (Enough Is Enough) (Barbra Streisand e Donna Summer) | 91        | Finalista |
|               |        |                   |                                                                    |           |           |
| Terza sfida   | 5      | Gregorio Rega     | Ancóra (Eduardo De Crescenzo)                                      | 97        | Finalista |
| Terza sfida   | 6      | Samuele Di Nicolò | The Final Countdown (Europe)                                       | 62        | Eliminato |
|               |        |                   |                                                                    |           |           |
| Quarta sfida  | 7      | Desirié Bert      | Ain't No Mountain High Enough (Marvin Gaye e Tammi Terrell)        | 81        | Eliminata |
| Quarta sfida  | 8      | Carlo Paradisone  | Hello (Lionel Richie)                                              | 92        | Finalista |
|               |        |                   |                                                                    |           |           |
| Quinta sfida  | 9      | Antonio Gerardi   | Il mondo (Jimmy Fontana)                                           | 39        | Eliminato |
| Quinta sfida  | 10     | Samantha Discolpa | Shallow (Bradley Cooper e Lady Gaga)                               | 60        | Finalista |
|               |        |                   |                                                                    |           |           |
| Sesta sfida   | 11     | Daria Biancardi   | MacArthur Park (Richard Harris)                                    | 99        | Finalista |
| Sesta sfida   | 12     | Erica Loi         | Rolling in the Deep (Adele)                                        | 39        | Eliminata |
|               |        |                   |                                                                    |           |           |
| Settima sfida | 13     | Federica Bensi    | Come saprei (Giorgia)                                              | 87        | Finalista |
| Settima sfida | 14     | Antonio Toni      | Perfect (Ed Sheeran)                                               | 54        | Eliminato |
|               |        |                   |                                                                    |           |           |
| Ottava sfida  | 15     | Anna Faragò       | Ti sento (Matia Bazar)                                             | 81        | Eliminata |
| Ottava sfida  | 16     | Manuel Colecchia  | Stay (Rihanna feat. Mikky Ekko)                                    | 99        | Finalista |
|               |        |                   |                                                                    |           |           |
| Nona sfida    | 17     | Luca Di Stefano   | You're the First, the Last, My Everything (Barry White)            | 73        | Finalista |
| Nona sfida    | 18     | Augusta Procesi   | Vorrei che fosse amore (Mina)                                      | 72        | Eliminata |
|               |        |                   |                                                                    |           |           |
| Decima sfida  | 19     | Letizia Chimienti | I'm Outta Love (Anastacia)                                         | 50        | Eliminata |
| Decima sfida  | 20     | Dennis Fantina    | I Don't Want to Miss a Thing (Aerosmith)                           | 94        | Finalista |

### Sesta puntata -Finale
- Data: 20 giugno 2019

Prima manche
|               | Ordine | Concorrente         | Canzone (cantante originale)                 | Punteggio | Esito     |
| ------------- | ------ | ------------------- | -------------------------------------------- | --------- | --------- |
| Prima sfida   | 1      | Carlo Paradisone    | Se bruciasse la città (Massimo Ranieri)      | 82        | Salvo     |
| Prima sfida   | 2      | Daria Biancardi     | Think (Aretha Franklin)                      | 75        | Eliminata |
|               |        |                     |                                              |           |           |
| Seconda sfida | 3      | Dennis Fantina      | Oggi sono io (Alex Britti)                   | 67        | Eliminato |
| Seconda sfida | 4      | Luca Di Stefano     | Bella senz'anima (Riccardo Cocciante)        | 87        | Salvo     |
|               |        |                     |                                              |           |           |
| Terza sfida   | 5      | Rosy Messina        | America (Gianna Nannini)                     | 76        | Salva     |
| Terza sfida   | 6      | Samantha Discolpa   | La vita (Elio Gandolfi)                      | 54        | Eliminata |
|               |        |                     |                                              |           |           |
| Quarta sfida  | 7      | Manuel Colecchia    | ...e dimmi che non vuoi morire (Patty Pravo) | 48        | Eliminato |
| Quarta sfida  | 8      | Veronica Liberati   | E non finisce mica il cielo (Mia Martini)    | 96        | Salva     |
|               |        |                     |                                              |           |           |
| Quinta sfida  | 9      | Federica Bensi      | I Have Nothing (Whitney Houston)             | 44        | Eliminata |
| Quinta sfida  | 10     | Martina Maggi       | Shallow (Bradley Cooper e Lady Gaga)         | 73        | Salva     |
|               |        |                     |                                              |           |           |
| Sesta sfida   | 11     | Alessandra Procacci | Listen (Beyoncé)                             | 71        | Eliminata |
| Sesta sfida   | 12     | Gregorio Rega       | Yes I Know My Way (Pino Daniele)             | 99        | Salvo     |

Seconda manche
|               | Ordine | Concorrente       | Canzone (cantante originale)                                       | Punteggio | Esito     |
| ------------- | ------ | ----------------- | ------------------------------------------------------------------ | --------- | --------- |
| Prima sfida   | 1      | Gregorio Rega     | Somebody to Love (Queen)                                           | 97        | Salvo     |
| Prima sfida   | 2      | Martina Maggi     | Because the Night (Patti Smith Group)                              | 60        | Eliminata |
|               |        |                   |                                                                    |           |           |
| Seconda sfida | 3      | Veronica Liberati | Don't Let the Sun Go Down on Me (Elton John)                       | 98        | Salva     |
| Seconda sfida | 4      | Carlo Paradisone  | Stand by Me (Ben E. King)                                          | 78        | Eliminato |
|               |        |                   |                                                                    |           |           |
| Terza sfida   | 5      | Luca Di Stefano   | Just the Way You Are (Billy Joel)                                  | 81        | Salvo     |
| Terza sfida   | 6      | Rosy Messina      | No More Tears (Enough Is Enough) (Barbra Streisand e Donna Summer) | 80        | Eliminata |

Duetto
I concorrenti rimasti in gara durante questa fase si esibiscono affiancati da uno degli ospiti della serata; gli abbinamenti avvengono all'insaputa degli stessi. Al termine delle esibizioni i due concorrenti col maggior numero di voti accedono alla super finale, mentre il concorrente escluso si classifica al terzo posto.
| Duetto | Duetto                      | Duetto                       | Duetto    | Duetto             |
| Ordine | Concorrente                 | Canzone (cantante originale) | Punteggio | Esito              |
| ------ | --------------------------- | ---------------------------- | --------- | ------------------ |
| 1      | Gregorio Rega e Nek         | Se telefonando (Mina)        | 99        | Super finalista    |
| 2      | Luca Di Stefano e Ron       | Futura (Lucio Dalla)         | 94        | Terzo classificato |
| 3      | Veronica Liberati e Al Bano | È la mia vita (Al Bano)      | 98        | Super finalista    |

Super finale
| Super finale | Super finale      | Super finale                  | Super finale | Super finale         |
| Ordine       | Concorrente       | Canzone (cantante originale)  | Punteggio    | Esito                |
| ------------ | ----------------- | ----------------------------- | ------------ | -------------------- |
| 1            | Gregorio Rega     | Ancóra (Eduardo De Crescenzo) | 94           | Vincitore            |
| 2            | Veronica Liberati | Caruso (Lucio Dalla)          | 89           | Seconda classificata |

## Giuria dei 100
I membri della giuria dei 100 includono:
| Giudice                                           | Professione                                    | Luogo di nascita      |
| ------------------------------------------------- | ---------------------------------------------- | --------------------- |
| Sonia Addario                                     | Cantante                                       | Italia                |
| Lucya Allocca                                     | Cantautrice                                    | Italia                |
| Mariateresa Amato                                 | Cantante, attrice e speaker radiofonica        | Italia                |
| Guido Ambrosini alias Bido Bè                     | Cantante                                       | Italia                |
| Sabrina Antonetti alias Chiatta (Palla e Chiatta) | Cantante, attrice e youtuber                   | Italia                |
| Simona Bencini                                    | Cantante                                       | Italia                |
| Alexa Bennefield alias Alexa Selvaggia            | Fotomodella                                    | Stati Uniti           |
| Ginta Biku                                        | Cantante                                       | Lituania              |
| Luca Buttiglieri                                  | Attore e cantante                              | Italia                |
| Brigida Cacciatore                                | Cantante                                       | Italia                |
| Carmine Caiazzo                                   | Compositore e direttore d'orchestra            | Italia                |
| Susanna Caira                                     | Cantante                                       | Italia                |
| Sophia Calisti Guidotti                           | Cantante                                       | Italia                |
| Irene Calvia                                      | Cantante e corista                             | Italia                |
| Alfonso Carbajal Perez alias Quetzalcoatl         | Percussionista                                 | Messico               |
| Benedetta Caretta                                 | Cantante                                       | Italia                |
| Lanfranco Carnacina                               | Cantante                                       | Italia                |
| Claudia Casciaro                                  | Cantante                                       | Italia                |
| Timothy Cavicchini                                | Cantante                                       | Italia                |
| Sara Jane Ceccarelli                              | Cantautrice                                    | Italia                |
| Maria Elisa Cirillo                               | Cantante                                       | Italia                |
| Valeria Colombo                                   | Attrice                                        | Italia                |
| Valentina Dallari                                 | Deejay e blogger                               | Italia                |
| Leonardo Decarli                                  | Cantante e youtuber                            | Italia                |
| Beatrice De Do                                    | Musicista                                      | Italia                |
| Fabio Demofonti alias Fabio2U                     | Cantante                                       | Italia                |
| Mirkaccio alias di Mirko Dettori                  | Fantasista e musicista                         | Italia                |
| Andrea Dianetti                                   | Attore, cantante e conduttore TV               | Italia                |
| Claudio Di Cicco                                  | Cantante                                       | Italia                |
| Cizco alias di Francesco Di Roberto               | Batterista e conduttore TV                     | Italia                |
| Sherrita Duran                                    | Cantante                                       | Stati Uniti           |
| Samantha Fantauzzi                                | Attrice                                        | Italia                |
| Valeria Farinacci                                 | Interprete e cantante                          | Italia                |
| Lavinia Fiorani alias LaRomAntica                 | Cantante                                       | Italia                |
| Pamela Gallico alias Alma (Alma e Rueka)          | Cantante                                       | Italia                |
| Marco Gangi                                       | Cantante, performer e capo animatore           | Italia                |
| Valentina Gatti alias Valentina Shanti            | Cantante                                       | Italia                |
| Susanna Gecchele                                  | Cantautrice e conduttrice TV                   | Italia                |
| Giancarlo Genise                                  | Vocal coach                                    | Germania              |
| Nathalie Giannitrapani                            | Cantautrice                                    | Italia                |
| Anna Guerra                                       | Cantante                                       | Italia                |
| Valentina Gullace                                 | Cantante, attrice e ballerina                  | Italia                |
| Jonathan Heitch                                   | Deejay                                         | Repubblica Dominicana |
| Vito Iacoviello                                   | Cantante                                       | Italia                |
| Valeria Iaquinto                                  | Cantante                                       | Italia                |
| Marco Iecher                                      | Avvocato e cantautore                          | Italia                |
| Fabio Ingrosso                                    | Cantante e speaker radiofonico                 | Italia                |
| Elio Irace                                        | Musicista                                      | Italia                |
| Ronnie Jones                                      | Cantante e compositore                         | Stati Uniti           |
| Veronica Kirchmajer                               | Cantante                                       | Italia                |
| Mauro Leonardi (Karma B)                          | Cantante                                       | Italia                |
| Letizia Liberati                                  | Cantante                                       | Italia                |
| Marco Ligabue                                     | Cantautore e chitarrista                       | Italia                |
| Antonella Lo Coco                                 | Cantante                                       | Italia                |
| Alma Manera                                       | Cantante, attrice e ballerina                  | Italia                |
| Morena Marangi                                    | Cantante e vocalist                            | Italia                |
| Marc Mari Alias "MiHaru"                          | Cantante lirico                                | Italia                |
| Leonardo Martera                                  | Deejay, compositore e batterista               | Italia                |
| Forlenzo Massarone                                | Cantante e attore                              | Italia                |
| Serena Menarini                                   | Cantante                                       | Italia                |
| Lorenzo Menicucci alias Marte                     | Conduttore radiofonico                         | Italia                |
| Silvia Mezzanotte                                 | Cantante                                       | Italia                |
| Mietta alias di Daniela Miglietta                 | Cantante e attrice                             | Italia                |
| Davide Misiano                                    | Professore di latino e cantautore              | Italia                |
| Vincenzo Molino                                   | Deejay                                         | Italia                |
| Giorgio Montaldo                                  | Musicista                                      | Italia                |
| Leonardo Monteiro                                 | Cantante                                       | Svizzera              |
| Daniele Moretti                                   | Musicista                                      | Italia                |
| Antonella Mosetti                                 | Showgirl                                       | Italia                |
| Ylenia Oliviero                                   | Attrice e cantante                             | Italia                |
| Serena Ottaviani                                  | Vocal coach                                    | Italia                |
| Marcella Ovani                                    | Cantante                                       | Italia                |
| Giulio Pangi                                      | Attore e direttore artistico                   | Italia                |
| Davide Papasidero                                 | Cantautore e vocal coach                       | Italia                |
| Carmelo Pappalardo (Karma B)                      | Cantante                                       | Italia                |
| Valentina Parisse                                 | Cantautrice                                    | Italia                |
| Pamela Petrarolo                                  | Cantante e showgirl                            | Italia                |
| Carlo Piazza                                      | Fotomodello                                    | Italia                |
| David Pironaci                                    | Vocal coach                                    | Italia                |
| Fernando Proce                                    | Conduttore radiofonico, giornalista e cantante | Italia                |
| Giulia Provvedi (Le Donatella)                    | Cantante e personaggio TV                      | Italia                |
| Silvia Provvedi (Le Donatella)                    | Cantante e personaggio TV                      | Italia                |
| Eleonora Puglia                                   | Attrice e ballerina                            | Italia                |
| Marica Rotondo alias Marika Voice                 | Vocalist e cantante                            | Italia                |
| Stefano Rueca alias Rueka (Alma e Rueka)          | Cantante                                       | Italia                |
| Ludovica Russo                                    | Cantante                                       | Italia                |
| Sara Sartini                                      | Attrice                                        | Italia                |
| Serena Savasta                                    | Cantante, ballerina e attrice                  | Italia                |
| Angelica Sepe                                     | Cantautrice e musicista                        | Italia                |
| Silvia Specchio                                   | Ballerina, cantante e vocalist                 | Italia                |
| Maruska Starr                                     | Vocalist                                       | Italia                |
| Melissa Sylla                                     | Cantante                                       | Italia                |
| Ben Abdallah Taoufik alias Ben Dj                 | Deejay                                         | Tunisia               |
| Manuela Tasciotti alias Palla (Palla e Chiatta)   | Cantante, attrice e youtuber                   | Italia                |
| Alessia Tavian                                    | Ostetrica e cantante                           | Italia                |
| Isotta Tomazzoni                                  | Cantante                                       | Italia                |
| Michele Trambusti alias Mikele                    | Entertainment director e presentatore          | Italia                |
| Luca Valenti                                      | Cantante                                       | Italia                |
| Gabriella Zanchi                                  | Cantante lirica e attrice                      | Italia                |
| Raffa Zanieri                                     | Vocalist                                       | Italia                |
| Sunita Zucca alias Sunymao                        | Cantante lirica e cosplayer                    | India                 |

## Ascolti
| Puntata    | Messa in onda  | Telespettatori | Share  | Ospiti                                                                                         |
| ---------- | -------------- | -------------- | ------ | ---------------------------------------------------------------------------------------------- |
| 1          | 16 maggio 2019 | 3 190 000      | 17,82% | Boomdabash, Gabriele Cirilli, Andrea Pucci, Iva Zanicchi, Marco Salvati                        |
| 2          | 23 maggio 2019 | 2 759 000      | 15,32% | Gabriele Cirilli, I Legnanesi, Gessica Notaro, Fabio Rovazzi                                   |
| 3          | 30 maggio 2019 | 2 398 000      | 13,86% | Paolo Jannacci, Giovanni Vernia                                                                |
| 4          | 6 giugno 2019  | 2 245 000      | 12,80% | Gianluca Vacchi                                                                                |
| Semifinale | 13 giugno 2019 | 2 580 000      | 16,30% | Youma Diakite, Ariadna Romero, Iva Zanicchi                                                    |
| Finale     | 20 giugno 2019 | 2 710 000      | 19,12% | Al Bano, Ivana Čanović, Gabriele Cirilli, Youma Diakite, Nek, Ariadna Romero, Ron, Renato Zero |
| Media      | Media          | 2 647 000      | 15,87% |                                                                                                |

- Con 3 190 000 telespettatori e il 17,28% di share la premiere di questa edizione risulta essere la più vista tra tutte le edizioni.
- Con il 19,12% di share, la finale di questa edizione risulta essere la più vista tra tutte le finali in termini di share. Questa puntata, in termini di share, è la più vista in tutta la storia del programma.